# Talbot Samba
Talbot Samba is een automodel uit 1981 van het Franse automerk Talbot, onderdeel van PSA.

## Geschiedenis
In 1979 nam PSA Chrysler Europe over en gaf alle modellen de merknaam Talbot. In 1981 werd de Talbot Samba geïntroduceerd, die leverbaar was met een 954, 1124 of 1360 cc benzinemotor. Deze volgde de achterwielaangedreven Talbot Sunbeam op en tevens de Talbot-Simca 1100. Simca had al in april 1978 de productie van de compacte Simca 1000 stopgezet en de 1100 als voorganger van de grotere Simca Horizon herzien als een instapmodel en in productie gehouden. Omdat de 1100 technisch verouderd was en PSA de meest uiteenlopende productiefaciliteiten en -capaciteiten wilde samenbrengen, werd de Samba ontwikkeld uit de grotendeels identieke modellen Peugeot 104 Z en Citroën LN/LNA.
Met een afwijkende carrosserie en een langere wielbasis dan de andere modellen, was hij het duurste model van deze drie. De Samba had voor de prijsklasse een behoorlijk comfort, goede wegligging en was goedkoop in onderhoud. De Samba verkocht behoorlijk goed, totdat in 1986 de productie werd beëindigd. In datzelfde jaar stopte Peugeot met de naam Talbot. Slechts in het Verenigd Koninkrijk werd de merknaam nog tot 1992 gehanteerd voor de Talbot Express, een bestelwagen.

## Ontwikkelingen

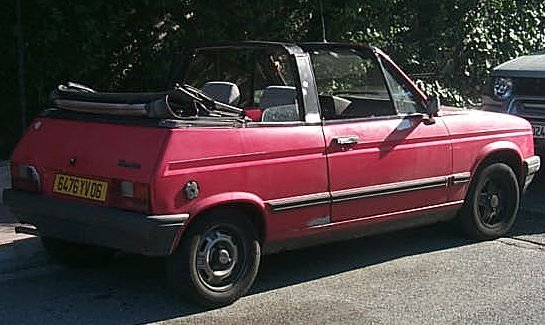
Talbot Samba cabriolet

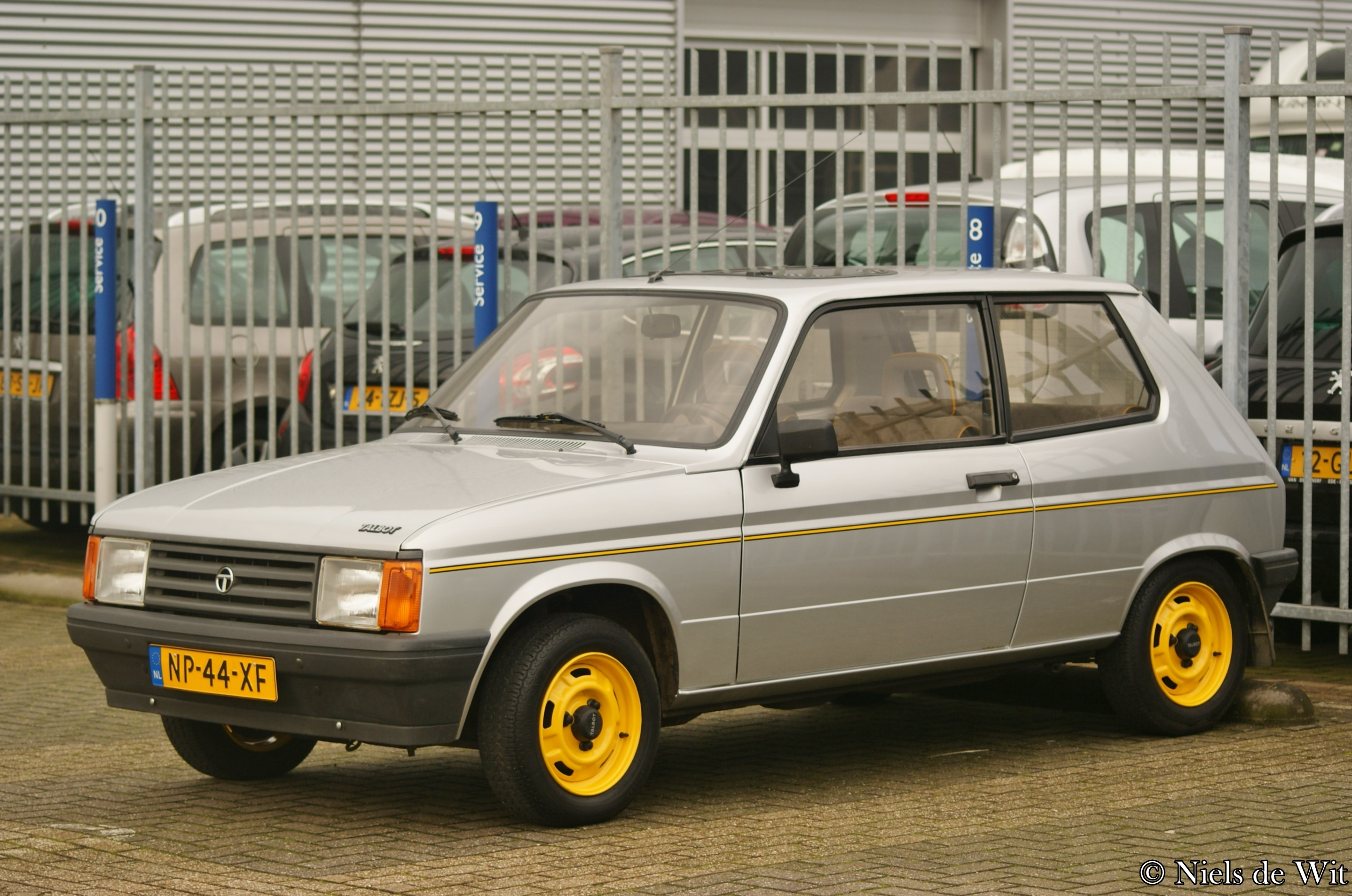
Talbot Samba Sympa

Vanaf eind 1982 was tevens een cabrioletversie beschikbaar die door Pininfarina werd getekend en gebouwd. Deze beschikte vanaf 1984 over de 1360 cc motor met 80 pk waardoor het een relatief vlotte auto werd. Dezelfde motor was alleen in Frankrijk in de 3-deurs GLS-versie leverbaar.
Op de Mondial de l'Automobile van 1982 werd de conceptauto Talbot Samba Copacabana voorgesteld. Deze is nooit geproduceerd maar het idee kwam later terug in de actiemodellen Bahia en Sympa. Tevens werd in 1983 een snelle Rallye-versie leverbaar. Deze was van een speciale 1290 cc motor met 90 pk voorzien. Deze Samba had enig succes in rally-clubs en werd tevens als Groep B gehomologeerd. Grote successen zijn echter niet bekend.
In totaal zijn er 270.555 Samba's geproduceerd, waarvan 13.062 cabriolets (zie: JL Loubet, N. Hatzfeld, Les 7 vies de Poissy)
Tegenwoordig kennen de cabriolet en de Rallye een kleine schare liefhebbers. Ze worden nog hier en daar op oldtimerbijeenkomsten en op circuits aangetroffen. De 3-deurs versie is vrijwel geheel uit het straatbeeld verdwenen. De belangrijkste oorzaak hiervan is het roestprobleem waarmee de meeste auto's uit die tijd kampten.